# 七見駅
七見駅（しちみえき）は、石川県鳳珠郡能登町字七見にあったのと鉄道能登線の駅。2005年、能登線の廃止により廃駅となった。
近隣住民の請願により設置された駅で、2012年1月現在に至るまでのと鉄道が新規に設置した唯一の駅となっているが、開業後僅か10年で廃止となった。
廃止後、待合室が移設されバス停の待合室に転用されている。その他は跡をとどめていない。

## 歴史
- 1995年（平成7年）3月17日：開業[1]。
- 2005年（平成17年）4月1日：能登線廃止に伴い廃駅。

## 駅構造
単式ホーム1面1線を有する地上駅であった。無人駅で駅舎は設置されなかったが、ホーム上に待合室が設置されていた。

## 駅周辺
- 国道249号

## 隣の駅
のと鉄道
能登線
鵜川駅 - 七見駅 - 矢波駅